# Hägersten-Liljeholmen
Hägersten-Liljeholmen is een stadsdeel (stadsdelsområde) in het zuiden van Stockholm, en bestond voorheen uit de delen Hägersten en Liljeholmen. Pas vanaf 1 januari 2007 werd dit één stadsdeel. Op 31 december 2012 woonde er 78.826 inwoners.

## Districten
De volgende negen districten liggen in het stadsdeel:
- Fruängen
- Hägersten
- Hägerstensåsen
- Mälarhöjden
- Västertorp
- Liljeholmen
- Aspudden
- Gröndal
- Midsommarkransen
- Västberga

## Verkeer en vervoer
Bij de plaats lopen de E4/E20, Riksväg 75 en Länsväg 271.
Stockholm-Oost:
Södermalm · 
Kungsholmen · 
Norrmalm · 
Östermalm

Stockholm-Zuid:
Enskede-Årsta-Vantör · 
Farsta · 
Hägersten-Liljeholmen · 
Skarpnäck · 
Skärholmen · 
Älvsjö

Stockholm-West:
Bromma · 
Hässelby-Vällingby · 
Rinkeby-Kista · 
Spånga-Tensta